# Mauro Torres Homem Rodrigues
Mauro Torres Homem Rodrigues, meglio noto come Mauro o Mauro Rodrigues (Rio de Janeiro, 22 marzo 1932), è un ex calciatore brasiliano, di ruolo difensore.